# Age of Love
Age of Love (с англ. — «Поколение/Эпоха/Век любви») — четвёртый студийный альбом группы Scooter, вышедший 25 августа 1997 года. 2 композиции с альбома вышли в качестве синглов — «Fire» и «The Age of Love».
«Age Of Love» стал последним студийным альбомом группы в первоначальном составе, после этого вышел первый сборник Scooter «Rough & Tough & Dangerous — The Singles 94/98». «Age Of Love» считается одним из самых «спокойных» альбомов группы.
Тема к «The Age Of Love» была взята из фильма «Терминатор».
Песня «Fire» вошла в саундтрек к фильму Смертельная Битва 2.
«Keep Me Running» содержит сэмплы Bass Bumpers — «Keep Me Runnin».
«Don’t Waste No Time» содержит сэмплы Dylan Rhymes — «Naked and ashamed».
В 1997 году в поддержку альбома состоялся первый гастрольный тур группы Age Of Love Tour. В его рамках состоялся первый приезд группы в Россию. 

## Список композиций
Музыка, слова, аранжировка — Эйч Пи Бакстер, Рик Джордан, Феррис Бюллер, Йенс Теле. Текст — Эйч Пи Бакстер.
1. Introduction (1:01) (Вступление)
2. The Age Of Love (3:49) (Эра любви)
3. She Said (5:16) (Сказала она)
4. Fire (3:28) (Огонь)
5. Dancing In The Moonlight (4:30) (Танцуя в лунном свете)
6. Forever (Keep Me Running) (4:43) (Навсегда (Я убегаю))
7. Hit The Drum (4:35) (Бей в барабан)
8. Don’t Waste No Time (4:12) (Не теряй времени)
9. Tonight (4:55) (Сегодня ночью)
10. Return Of The Future (4:58) (Возвращение будущего)
11. Leave In Silence (3:32) (Ухожу в тишину)

Age of Love Limited edition
- 12. Fire (DONS Burn Rubber remix) (6:34)

## Награды и места в чартах
«Age Of Love» получил 4 золотых и 2 платиновые записи. Ниже представлены награды и достижения альбома в чартах.
- Чехия —  Золото
- Венгрия —  Золото, 3
- Финляндия —  Золото, 4
- Германия — 19
- Швеция — 26
- Австрия — 32
- Норвегия — 35
- Франция — 35
- Швейцария — 35

## Синглы
В качестве синглов вышли 2 композиции с альбома — «Fire» и «The Age of Love». К ним также были выпущены Remixes-синглы.
Примечание. В таблице под названием сингла указан номер в каталоге «Edel».
| Название                                   | Трек-лист | Награды |
| ------------------------------------------ | --- | --- |
| Fire (1997) Art. Nr.: 0060005CLU           | 1. «Fire» (03:31) 2. «Fire (Extended emergency)» (05:10) 3. «Choir Dance» (04:19) 4. «Fire Dub 1» (04:59) 5. «Hyper Hyper — Live» (05:02) CD single (2-track) 1. «Fire» (03:31) 2. «Fire Dub 1» (04:59)                                                          | - Финляндия — Золото, 1 - Германия — Золото, 5 - Австрия — 5 - Швеция — 7 - Израиль — 8 - Ирландия — 8 - Норвегия — 10 - Швейцария — 11 - Великобритания — 45                            |
| Fire — Remixes (1997) Art. Nr.: 0063655CLU | 1. «Fire — DONS burn rubber video edit» (3:18) 2. «Fire — Klubbheads remix» (6:53) 3. «Fire — DONS burn rubber mix» (6:32) 4. «Fire dub 2» (5:12) CD single (3-track) 1. «Klubbheads Remix» (06:53) 2. «D.O.N.S Burn Rubber Mix» (06:32) 3. «Fire Dub 2» (05:12) | |
| The Age of Love (1997)                     | 1. «The Age Of Love» (03:50) 2. «The Age Of Love (club mix)» (05:20) 3. «Turn Up That Blaster» (06:07) CD single (2-track) 1. «The Age Of Love» (3:50) 2. «Turn Up That Blaster» (6:07)                                                                          | - Финляндия — Золото, 1 - Венгрия — Золото, 3 - Израиль — 2 - Германия — 14 - Швеция — 20 - Австрия — 21 - Швейцария — 21 - Франция — 35 - Великобритания — 57 - ANIMAGO’98 — Видео года |
| The Age of Love — Remixes (1997)           | 1. «S/M in Motion Remix» (06:24) 2. «DJ Errik`s Destruction Mix» (06:35) 3. «Triple S Funky Remix» (05:13) 4. «Mad Man In Love Remix» (08:38) 5. «Orginal Video Edit» (03:50)                                                                                    | |